# Cratere Stephano
Stephano è un cratere sulla superficie di Miranda.